# EF Education-Nippo w sezonie 2021
EF Education-Nippo w sezonie 2021 – podsumowanie występów zawodowej grupy kolarskiej EF Education-Nippo w sezonie 2021, w którym należała ona do dywizji UCI WorldTeams.
Przed sezonem 2021, w związku z pozyskaniem nowego sponsora tytularnego (Nippo), grupa zmieniła nazwę z EF Pro Cycling na EF Education-Nippo.

## Transfery
Opracowano na podstawie:
| Przybyli        | Przybyli                      | Odeszli                | Odeszli                |
| Kolarz          | Poprzednia grupa (2020)       | Kolarz                 | Nowa grupa (2021)      |
| --------------- | ----------------------------- | ---------------------- | ---------------------- |
| Michael Valgren | NTT Pro Cycling               | Sep Vanmarcke          | Israel Start-Up Nation |
| Julien El Fares | Nippo Delko One Provence      | Michael Woods          | Israel Start-Up Nation |
| Fumiyuki Beppu  | Nippo Delko One Provence      | Simon Clarke           | Team Qhubeka NextHash  |
| Hideto Nakane   | Nippo Delko One Provence      | Tanel Kangert          | Team BikeExchange      |
| William Barta   | CCC Team                      | Daniel Felipe Martínez | Ineos Grenadiers       |
| Simon Carr      | Nippo Delko One Provence      | Kristoffer Halvorsen   | Uno-X Pro Cycling Team |
| Diego Camargo   | Colombia Tierra de Atletas-GW | Sean Bennett           | Team Qhubeka NextHash  |
| Daniel Arroyave | –                             | Luis Villalobos        | –                      |

## Skład
Opracowano na podstawie:
| Skład drużyny 2021                       | Skład drużyny 2021   | Skład drużyny 2021 | Skład drużyny 2021                                   |
| Imię i nazwisko                          | Data urodzenia       | Państwo            | Poprzednia grupa                                     |
| ---------------------------------------- | -------------------- | ------------------ | ---------------------------------------------------- |
| Daniel Arroyave                          | 19 czerwca 2000      | Kolumbia           | UAE Team Colombia (2020)                             |
| William Barta                            | 4 stycznia 1996      | Stany Zjednoczone  | CCC Team (2020)                                      |
| Fumiyuki Beppu                           | 10 kwietnia 1983     | Japonia            | Nippo-Delko One Provence (2020)                      |
| Alberto Bettiol                          | 29 października 1993 | Włochy             | BMC Racing Team (2018)                               |
| Stefan Bissegger                         | 13 września 1998     | Szwajcaria         | Swiss Racing Academy (2019)                          |
| Jonathan Caicedo                         | 28 kwietnia 1993     | Ekwador            | Medellín (2018)                                      |
| Diego Camargo                            | 3 maja 1998          | Kolumbia           | Colombia Tierra de Atletas-GW Bicicletas (2020)      |
| Simon Carr                               | 29 sierpnia 1998     | Wielka Brytania    | AVC Aix-en-Provence (2020)                           |
| Hugh Carthy                              | 9 lipca 1994         | Wielka Brytania    | Caja Rural-Seguros RGA (2016)                        |
| Magnus Cort Nielsen                      | 16 stycznia 1993     | Dania              | Astana (2019)                                        |
| Lawson Craddock                          | 20 lutego 1992       | Stany Zjednoczone  | Giant-Alpecin (2015)                                 |
| Mitchell Docker                          | 2 października 1986  | Australia          | Orica-Scott (2017)                                   |
| Julien El Fares                          | 1 czerwca 1985       | Francja            | Nippo-Delko One Provence (2020)                      |
| Ruben Guerreiro                          | 6 lipca 1994         | Portugalia         | Katusha-Alpecin (2019)                               |
| Sergio Higuita                           | 1 sierpnia 1997      | Kolumbia           | Fundación Euskadi (2019)                             |
| Moreno Hofland                           | 31 sierpnia 1991     | Holandia           | Lotto-Soudal (2018)                                  |
| Alex Howes                               | 1 stycznia 1988      | Stany Zjednoczone  | Chipotle Development (2011)                          |
| Jens Keukeleire                          | 23 listopada 1988    | Belgia             | Lotto-Soudal (2019)                                  |
| Sebastian Langeveld                      | 17 stycznia 1985     | Holandia           | Orica-GreenEDGE (2013)                               |
| Lachlan Morton                           | 2 stycznia 1992      | Australia          | Dimension Data (2018)                                |
| Hideto Nakane                            | 2 maja 1990          | Japonia            | Nippo-Delko One Provence (2020)                      |
| Logan Owen                               | 25 marca 1995        | Stany Zjednoczone  | Axeon-Hagens Berman (2017)                           |
| Neilson Powless                          | 3 września 1996      | Stany Zjednoczone  | Team Jumbo-Visma (2019)                              |
| Jonas Rutsch                             | 24 stycznia 1998     | Niemcy             | Team Lotto-Kern Haus (2019)                          |
| Thomas Scully                            | 14 stycznia 1990     | Nowa Zelandia      | Drapac Professional Cycling (2016)                   |
| Rigoberto Urán                           | 26 stycznia 1987     | Kolumbia           | Etixx-Quick Step (2015)                              |
| Michael Valgren                          | 7 lutego 1992        | Dania              | NTT Pro Cycling (2020)                               |
| Julius van den Berg                      | 23 października 1996 | Holandia           | SEG Racing Academy (2018)                            |
| Tejay van Garderen (1 sty–20 cze)        | 12 sierpnia 1988     | Stany Zjednoczone  | BMC Racing Team (2018)                               |
| James Whelan                             | 11 lipca 1996        | Australia          | Drapac-EF p/b Cannondale Holistic Development (2018) |
|                                          |                      |                    |                                                      |
| Źródła: ProCyclingStats Cycling Archives |                      |                    |                                                      |

## Zwycięstwa
Opracowano na podstawie:
| Zwycięstwa | Zwycięstwa                                   | Zwycięstwa        | Zwycięstwa | Zwycięstwa          | Zwycięstwa |
| Data       | Wyścig                                       | Państwo           | Kategoria  | Zwycięzca           |            |
| ---------- | -------------------------------------------- | ----------------- | ---------- | ------------------- | ---------- |
| 9 mar      | Paryż-Nicea, 3. etap                         | Francja           | 2.UWT      | Stefan Bissegger    |            |
| 14 mar     | Paryż-Nicea, 8. etap                         | Francja           | 2.UWT      | Magnus Cort Nielsen |            |
| 27 maj     | Giro d'Italia, 18. etap                      | Włochy            | 2.UWT      | Alberto Bettiol     |            |
| 9 cze      | Tour de Suisse, 4. etap                      | Szwajcaria        | 2.UWT      | Stefan Bissegger    |            |
| 12 cze     | Tour de Suisse, 7. etap                      | Szwajcaria        | 2.UWT      | Rigoberto Urán      |            |
| 13 cze     | Route d’Occitanie, 4. etap                   | Francja           | 2.1        | Magnus Cort Nielsen |            |
| 17 cze     | Mistrzostwa USA – jazda indywidualna na czas | Stany Zjednoczone | CN         | Lawson Craddock     |            |
| 31 lip     | Clásica de San Sebastián                     | Hiszpania         | 1.UWT      | Neilson Powless     |            |
| 7 sie      | Vuelta a Burgos, 5. etap                     | Hiszpania         | 2.Pro      | Hugh Carthy         |            |
| 15 sie     | Tour de Pologne, 7. etap                     | Polska            | 2.UWT      | Julius van den Berg |            |
| 19 sie     | Vuelta a España, 6. etap                     | Hiszpania         | 2.UWT      | Magnus Cort Nielsen |            |
| 26 sie     | Vuelta a España, 12. etap                    | Hiszpania         | 2.UWT      | Magnus Cort Nielsen |            |
| 31 sie     | Benelux Tour, 2. etap                        | Belgia            | 2.UWT      | Stefan Bissegger    |            |
| 3 wrz      | Vuelta a España, 19. etap                    | Hiszpania         | 2.UWT      | Magnus Cort Nielsen |            |
| 15 wrz     | Giro di Toscana                              | Włochy            | 1.1        | Michael Valgren     |            |
| 16 wrz     | Coppa Sabatini                               | Włochy            | 1.Pro      | Michael Valgren     |            |

## Ranking UCI
| Ranking UCI | Ranking UCI         | Ranking UCI       | Ranking UCI |
| Kolarz      | Kolarz              | Państwo           | Punkty      |
| ----------- | ------------------- | ----------------- | ----------- |
| 52.         | Neilson Powless     | Stany Zjednoczone | 986 pkt     |
| 60.         | Michael Valgren     | Dania             | 877 pkt     |
| 62.         | Rigoberto Urán      | Kolumbia          | 835 pkt     |
| 103.        | Hugh Carthy         | Wielka Brytania   | 602 pkt     |
| 107.        | Magnus Cort Nielsen | Dania             | 571 pkt     |
| 127.        | Stefan Bissegger    | Szwajcaria        | 481 pkt     |
| 157.        | Sergio Higuita      | Kolumbia          | 390 pkt     |
| 275.        | Alberto Bettiol     | Włochy            | 237 pkt     |
| 301.        | Ruben Guerreiro     | Portugalia        | 213 pkt     |
| 371.        | Simon Carr          | Wielka Brytania   | 170 pkt     |
| 484.        | Lawson Craddock     | Stany Zjednoczone | 123 pkt     |
| 498.        | Jonas Rutsch        | Niemcy            | 118 pkt     |
| 638.        | Hideto Nakane       | Japonia           | 83 pkt      |
| 778.        | Julius van den Berg | Holandia          | 65 pkt      |
| 806.        | Julien El Fares     | Francja           | 62 pkt      |
| 959.        | Logan Owen          | Stany Zjednoczone | 48 pkt      |
| 1026.       | Diego Camargo       | Kolumbia          | 42 pkt      |
| 1042.       | Sebastian Langeveld | Holandia          | 40 pkt      |
| 1151.       | James Whelan        | Australia         | 33 pkt      |
| 1390.       | Tejay van Garderen  | Stany Zjednoczone | 23 pkt      |
| 1415.       | Jonathan Caicedo    | Ekwador           | 22 pkt      |
| 1534.       | Jens Keukeleire     | Belgia            | 19 pkt      |
| 1588.       | William Barta       | Stany Zjednoczone | 16 pkt      |
| 1785.       | Thomas Scully       | Nowa Zelandia     | 12 pkt      |
| 1819.       | Lachlan Morton      | Australia         | 10 pkt      |
| 2339.       | Alex Howes          | Stany Zjednoczone | 3 pkt       |